# Ованес-Смбат
Оване́с-Смбат (арм. Հովհաննես-Սմբատ) (ум. 1041) — царь Армянского царства в 1020—1041 годы из династии Багратуни. 

## Биография
Он был единоличным наследником трона своего отца Гагика I (989-1020), но восстание младшего брата Ашота IV Храброго (1021—1039) вынудило его признать последнего своим соправителем. 
Во время правления Ованеса-Смбата, царь Тао-Кларджети, Давид, который владел Тайком (Испир и Олтиси), во время сражения против мусульман, получил большие территории, которые простирались вплоть до Маназкерта (Манцикерт). 
Давид был субъектом Византийской империи, и когда он умер, вся его территория была оккупирована Василием II.
Ованес-Смбат управлял страной совместно с братом, Ашотом IV который правил в регионах Армении приграничных с Грузией и Персией. После смерти Ованеса-Смбата единый армянский трон унаследовал сын Ашота IV, Гагик II.